# مقاطعة كانابيك (مينيسوتا)
مقاطعة كانابيك (بالإنجليزية: Kanabec County)‏ هي إحدى مقاطعات ولاية مينيسوتا في الولايات المتحدة الأمريكية.